# Yui Yokoyama
Ne doit pas être confondu avec Yu Yokoyama.
Yui Yokoyama (横山由依, Yokoyama Yui, née le 8 décembre 1992 à Kizugawa, au Japon) est une idole japonaise, membre du groupe de J-pop AKB48 (team A).
Elle est sélectionnée en septembre 2009 et rejoint la team K en octobre 2010 en remplacement de Erena Ono qui quitte le groupe. Début 2011, elle rejoint en parallèle le sous-groupe Not yet. Lors de la graduation de Shinoda Mariko, ancienne capitaine de la team A, au Fukuoka Dome, elle est choisie comme nouvelle capitaine de la team A. En février 2014, elle est transférée chez la Team K, avec toujours sa fonction de capitaine.